# パルテノーペ (小惑星)
パルテノーペ (11 Parthenope) は、太陽系の大きく明るい小惑星のひとつであり、火星と木星の間の小惑星帯を公転している。この小惑星はマグネシウムや鉄などを含むケイ酸塩と、金属ニッケルや鉄から構成されていると推定されている。

## 命名
パルテノーペは1850年、アンニーバレ・デ・ガスパリスによってイタリアのナポリにおいて発見された。パルテノーペはアテナイのパルテノン神殿にも祭られていた、ギリシア神話における女神（セイレーン）であり、ナポリができる前に存在した都市の名でもある。

## その他
この小惑星のサイズなどは1987年2月13日に起きた掩蔽現象の観測などによって判明した。2004年6月には日本でも掩蔽が観測された。
古在由秀ら数人の研究者はパルテノーペに代表される小惑星族が存在すると考えているが、その範囲についてははっきりしていない。